# Айдън (емирство)
Вижте пояснителната страница за други значения на Айдън.
Емирството Айдън (на турски: Aydınoğulları Beyliği, Aydın Beyliği, Emirat Aydın) е Малоазийски бейлик на турците селджуци (1308 – 1425), средновековно емирство през XIV век, в днешна Западна Турция и едно от граничните княжества на огузите, след разпадането на Иконийския султанат (1077 – 1307).

## История
Емиратът Айдън се основава през 1308 г. Столица е в началото Бирги, по-късно  Айясолук (Ayasluğ) близо до древен Ефес, днешния Селчук (Selçuk).
Владетелите са членове на огузкото племе Афшар. Емиратът Айдън е наречен на неговия основател Айдъноглу Мехмед (1308 – 1334), син на Айдън-реис (1300 – 1308). Днешният град Айдън носи името на неговата династия. Емиратът обхващал временно най-важния пристанищен град Смирна, днешен Измир. Особено по времето на управлението на Умур бег (Умур бей, 1334 – 1348) Айдън е значима морска сила.
През 1333 г. Ибн Батута посещава града и разказва, че църквата Св. Йоан е променена на главна джамия на града и че градът има петнадесет порти (врати). Вилхелм от Болденселе посещава града през 1335 г., Лудолф от Зухем 1336 или 1341 г. и описват църквата.
Италианците, които наричат столицата Altoluogo, търгуват с тамошното население, между другото със стипца, зърно или восък. Пристанището се намирало вече на 6 км западно от Ефес, в Панормос. Там живеели избягали от Италия ломбарди, които често се съюзяват с тамошните турци за набези с цел грабеж, както пише Лудолф от Зухем. За да помагат на търговията си преди всичко с жито, Ефес сече дори свои монети за пръв път от хиляда години.
През 1341 г. Сенатът на Венеция постановява, че „Силата на флотата се е увеличила многократно, така че тя унищожила всички градове и острови на Рум“.
Когато през 1348 г. Умур бег умира пред Смирна, го наследява Хъзър (1348 – 1357). Той живее по-нататък в Ayasoluk, с което главният пункт се мести от досегашната столица Бирги към Ефес.
През 1348 г. Хъзър преговаря с европейските сили. От 1350 г. емиратът се е съвзел дотам, че започва от Ефес отново пиратски пътувания. От 1352 г. връзките с Венеция се успокояват и Франческо да Фермо, търговски представител при емира, купува през 1353 г. около 700 тона жито и ечемик и ги откарва в Кандия, главният град на Крит.
Венецианският остров Крета от 1359 г. поддържа с екипаж и съфинансира две галери от страх от нападение от турците от Айдън.
През 1360 година наследникът на Хъзър е Иса (1360 – 1390), който пуска фалшифицирани венециански дукати и продължава да превзема италиански кораби и да праща на венецианците зърно. След потушаването на въстанието на колонистите на Крета (1363 – 1366), венецианската флота го задължава през 1370 г. да престане да сече монети.
Въпреки това територията има много голямо значение като лиферант на зърно например за Родос. През 1379 г. папа Климент VII разрешава на тамошните рицари да купуват зърно от турците, заради глада.
През 1389 г. емиратът помага на издигащата се Османска империя при Косово.
Османите покоряват в голяма кампания през 1390 г. емиратите на западния бряг на Мала Азия и Иса трябва да се подчини. През 1425 г. османите завладяват напълно остатъците от Айдън.
През 1402 г. Тимур побеждава османския султан Баязид I в битката при Анкара и тръгва през есента към Ефес и през декември унищожава Смирна. След това той се връща с огромната си войска обратно в Ефес, откъдето граби оконостите. Едва през пролетта 1403 г. той напуска отново територията.
В Айдън управлява за късо време Муса (1390 – 1402), син на умрелия Иса, след него през 1403 г. неговият брат Умур II (1402 – 1403). Джунейд (Junayd, 1403 – 1407, 1425), племенник на Иса, въстава с малка войска против Умур и окупира Ефес. Той се съюзява със Сюлейман, син на убития при Анкара османец. Умур тогава подпалва Ефес, a Джунейд граби околностите и убива Умур. През 1407 г. Сюлейман го обсажда и той трябва да му се подчини. Четири месеца градът трябва да издържа войската. След смъртта на Сюлейман през 1410 г. Джунейд се връща обратно и взема властта, която държи до 1425 г., когато османите подчиняват останалите части на Айдън.